# Korpiklaani
叢林英豪（芬蘭語：Korpiklaani）是一个芬兰民谣金属乐队，曾名萨满（Shaman）。

## 传记
与其他民谣金属乐队的以金属起家，后加入民谣风格不同；Korpiklaani是从民谣音乐转向金属的。Korpiklaani的起源可以追溯到由约恩内·耶尔韦莱于1993年创建的“内部餐厅乐队”，命名为Shamaani Duo的萨米民谣音乐组。在耶尔韦莱搬家并成立新乐队萨满之前，音乐组就根据前名称发布了一个民谣音乐专辑《Hunka Lunka》。Shamaani Duo的民谣音乐奠定了萨满的民谣金属艺术。在萨满易名为Korpiklaani之前，他们于1999年和2001年发布了两张专辑。伴随着音乐的变化，乐队的名称也发生了变化。他们放弃了传统的约伊克（Yoik）和萨米语，而合成器也被真正的民族乐器取而代之。约恩内·耶尔韦莱和芬兰颂歌联合使乐队的重点从民谣转向金属。他们的歌词往往和酒精与派对相关。
约恩内·耶尔韦莱称，在芬兰，人们视Korpiklaani的作品为“重金属吉他风的古典音乐”。
Korpiklaani和芬兰颂歌之间已经有了一些合作，如芬兰颂歌的萨穆·鲁奥察莱宁（Samu Ruotsalainen）为Korpiklaani的首张专辑《Spirit of the Forest》提供了录音室鼓音，耶尔韦莱也为芬兰颂歌专辑《Jaktens Tid》的主打歌提供了约伊克。
尤哈·于尔凯斯（Juha Jyrkäs）为Korpiklanni写了使用《卡勒瓦拉》韵律中的芬兰文歌词。此外，于尔凯斯亦以“维尔娃·霍尔蒂通”（Virva Holtiton）的化名在两首Korpiklaani歌曲《Kädet siipinä》和《Tuli kokko》中演奏了康特勒琴。新《Manala》专辑有很大一部分内容是由诗人托马斯·凯斯基麦基（Tuomas Keskimäki）写的，他亦运用了《卡勒瓦拉》韵律中的歌词。
Korpiklaani在2009年夏发行了第六张录音室专辑《Karkelo》。他们在2011年2月上旬发布新专辑《Ukon Wacka》。
Korpiklaani芬兰语的意思为“森林家族”。在“Korpi”的口语中意指着黑暗的旧林。在生物学上，其指有树木的营养型沼泽。
2011年9月，Korpiklaani宣布，亚科·“希塔瓦伊宁”·伦梅蒂（Jaakko "Hittavainen" Lemmetty）由于个人的健康问题而无法完成频繁的巡演和录音，故他将离开乐队。他的继任者是中提琴手泰穆·埃罗拉（Teemu Eerola）。Korpiklaani自2005年以来的首次新阵容是在荷兰鹿特丹的2011 Baroeg露天演唱会。2011年12月7日，Korpiklaani宣布泰穆不会在巡演中休息。亚科的最后一次亮相是在温哥华。